# Alenquer
Alenquer es una villa portuguesa del distrito de Lisboa, perteneciente a la comunidad intermunicipal de Oeste y región Centro, con aproximadamente 8900 habitantes en 2006.

## Geografía
La villa de Alenquer es la capital del municipio del mismo nombre, el cual cuenta con 302,18 km² de extensión y con 44 428 habitantes en 2021. Se encuentra en la orilla derecha del arroyo de Alenquer (afluente del Tajo), a unos 40 km al noroeste de la capital. Con una estructura muy resistente, el condado es dominado por la colina del norte, Montejunto y oeste por las montañas Gallega y Alta. Está dividido en 11 freguesias. Limita al norte con el municipio de Cadaval, al este con Azambuja, al sur con Vila Franca de Xira y Arruda dos Vinhos, al suroeste con Sobral de Monte Agraço y al oeste con Torres Vedras.

## Historia
De origen árabe, la población de Alenquer fue conquistada a los moros para los cristianos en 1148 por Afonso Henriques, primer rey de Portugal, en su ofensiva en dirección a Lisboa, de la que Alenquer solamente dista 35 km. Recibió la carta foral en 1212 de manos de la infanta Doña Sancha, hija de Don Sancho I de Portugal.
La agricultura es una actividad económica muy importante en el condado, destacándose en sus vinos. Además de la agricultura, la silvicultura también aparece como una actividad importante en el condado.
En el condado de Alenquer existe un importante patrimonio arquitectónico, especialmente en las ruinas del antiguo castillo (siglo XIII), el Convento de San Francisco (siglo XIII), la Iglesia de San Pedro, con la tumba de Damião de Góis, el Convento de Santa Catalina de Carnota (siglo XV), la Iglesia de Santa María Magdalena (siglo XVI), la Capilla de la Misericordia, el Convento de Nuestra Señora de la Visitación (siglo XVII) y el Castro de Pedra de Oiro.

## Demografía
| Gráfica de evolución demográfica de Alenquer entre 1864 y 2021 |
|                                                                |
| Datos según el nomenclátor publicado por el INE portugués.     |

## Freguesias
Las freguesias de Alenquer son las siguientes:
- Abrigada e Cabanas de Torres
- Aldeia Galega da Merceana e Aldeia Gavinha
- Alenquer (Santo Estêvão e Triana)
- Carnota
- Carregado e Cadafais
- Meca
- Olhalvo
- Ota
- Ribafria e Pereiro de Palhacana
- Ventosa
- Vila Verde dos Francos